# Crayon Shin-chan: Action Kamen vs Haigure maō
Shin - Cậu bé bút chì: Siêu nhân hành động và Ma vương áo tắm (クレヨンしんちゃん アクション仮面VSハイグレ魔王 Kureyon Shinchan: Akushon Kamen tai Haigure Maō), tên tiếng Anh là Action Mask vs High - Gure Satan, là một bộ phim hoạt hình anime của Nhật Bản từ series Shin - Cậu bé bút chì.  Đây là bộ phim đầu tiên của Shin - Cậu bé bút chì được ra mắt vào năm 1993. Bộ phim được lồng tiếng Ấn Độ với tựa đề là Shin - Chan in Action Kamen vs Higure Rakshas, phát sóng trên kênh truyền hình Hungama TV vào ngày 29 tháng 8 năm 2010, đồng thời ra mắt trên đĩa DVD ở Ấn Độ. Bộ phim cũng ra mắt bản VCD với tựa đề là Crayon Shin-Chan: The Movie Action Kamen VS Demon với thuyết minh tiếng Anh, đơn vị phát hành là PMP Entertainment.

## Phân vai
- Akiko Yajima trong vai Nohara Shinnosuke
- Miki Narahashi trong vai Nohara Misae
- Keiji Fujiwara trong vai Nohara Hiroshi
- Mari Mashiba trong vai Bạch Tuyết và Kazama Toru
- Tamao Hayashi trong vai Sakurada Nene
- Teiyū Ichiryūsai trong vai Sato Masao
- Chie Satō trong vai Bo
- Rokurō Naya trong vai Bunta Takakura (hiệu trưởng trường Futaba)
- Roko Takizawa trong vai phó hiệu trưởng
- Yumi Takada trong vai Midori Yoshinaga
- Michie Tomizawa trong vai Ume Matsuzaka
- Tesshō Genda trong vai Action Kamen
- Etsuko Kozakura trong vai Mimiko Sakura và Ririko Sakura
- Hiroshi Masuoka trong vai Tiến sĩ KitaKasukabe
- Nachi Nozawa trong vai ác quỷ Leotard
- Daisuke Gōri trong vai Baron Tasback
- Kazuhiro Nakata trong vai Duplicate Action kamen
- Ken Yamaguchi trong vai Giám đốc
- Naoki Bandō trong vai nhân viên
- Chafurin trong vai Razaya Dan (phóng viên tin tức)
- Takeshi Aono trong vai Giáo sư Skeleton
- Tarō Arakawa trong vai Butcher
- Hisako Kyōda trong vai Bà (Mimiko cải trang)

## Phụ trách kỹ thuật
- Bản gốc: Yoshito Usui
- Đạo diễn: Mitsuru Hongo
- Kịch bản: Ryo Motohira
- Thiết kế nhân vật: Hiroshi Ogawa
- Đạo diễn hoạt hình: Noriyuki Tsutsumi, Katsunori Hara
- Quay phim: Hideko Takahashi
- Biên tập viên: Hajime Okayasu
- Điều chỉnh âm thanh: Nobuhiro Shibata, Hisashi Yamamoto, Takaaki Uchiyama
- Nhà sản xuất: Hitoshi Mogi, Kenji Ōta, Takashi Horiuchi
- Công ty sản xuất: Shin-Ei Animation , TV Asahi , ADK

## Phát hành
Bộ phim được phát hành vào ngày 24 tháng 7 năm 1993  tại các rạp chiếu phim và phát hành trên DVD vào ngày 26 tháng 11 năm 2010 tại Nhật Bản.  Phim được chiếu tại Ấn Độ trên Hungama TV với tựa đề Shinchan in Action Kamen và Higure Rakshas. Ngoài ra, phim được cho ra mắt với tên Crayon Shin-Chan The Movie: Action Kamen VS Demon với phụ đề tiếng Anh trên VCD của PMP Entertainment.